# 開口式電流互感器
開口式電流互感器（Split-Core CT）亦稱開啟式電流互感器，與電流互感器（CT）或稱比流器功能相近，但在結構上有所不同。
應用：近年電動車市場日漸擴大，充電樁的安置更為普及，市場需求也急速增長，而充電樁上應用開口式電流互感器為電動車的充電進行電流計量與收費的依據。